# ساردیلیانو
ساردیلیانو (به ایتالیایی: Sardigliano) یک کومونه در ایتالیا است که در استان آلساندریا واقع شده‌است. ساردیلیانو ۱۲٫۶ کیلومتر مربع مساحت و ۴۳۸ نفر جمعیت دارد و ۲۱۰ متر بالاتر از سطح دریا واقع شده‌است.